# Carson Fagan
Carson Fagan (1º maggio 1982) è un calciatore britannico delle Isole Cayman, di ruolo centrocampista.

## Carriera

### Club
Ha giocato nella massima serie del campionato delle Isole Cayman con il George Town SC e l'FC International George Town.

### Nazionale
Ha esordito in Nazionale nel 2000.